# Hôtel de La Vaupalière
El hotel de La Vaupalière es un hôtel particulier ubicado en  la rue du Faubourg-Saint-Honoré y la avenida Matignon en el VIII Distrito de París. Esta residencia neoclásica fue construida en 1768 por el arquitecto Louis-Marie Colignon y remodelada en el siglo XIX por el arquitecto Louis Visconti. Ahora alberga la sede de la compañía de seguros AXA.

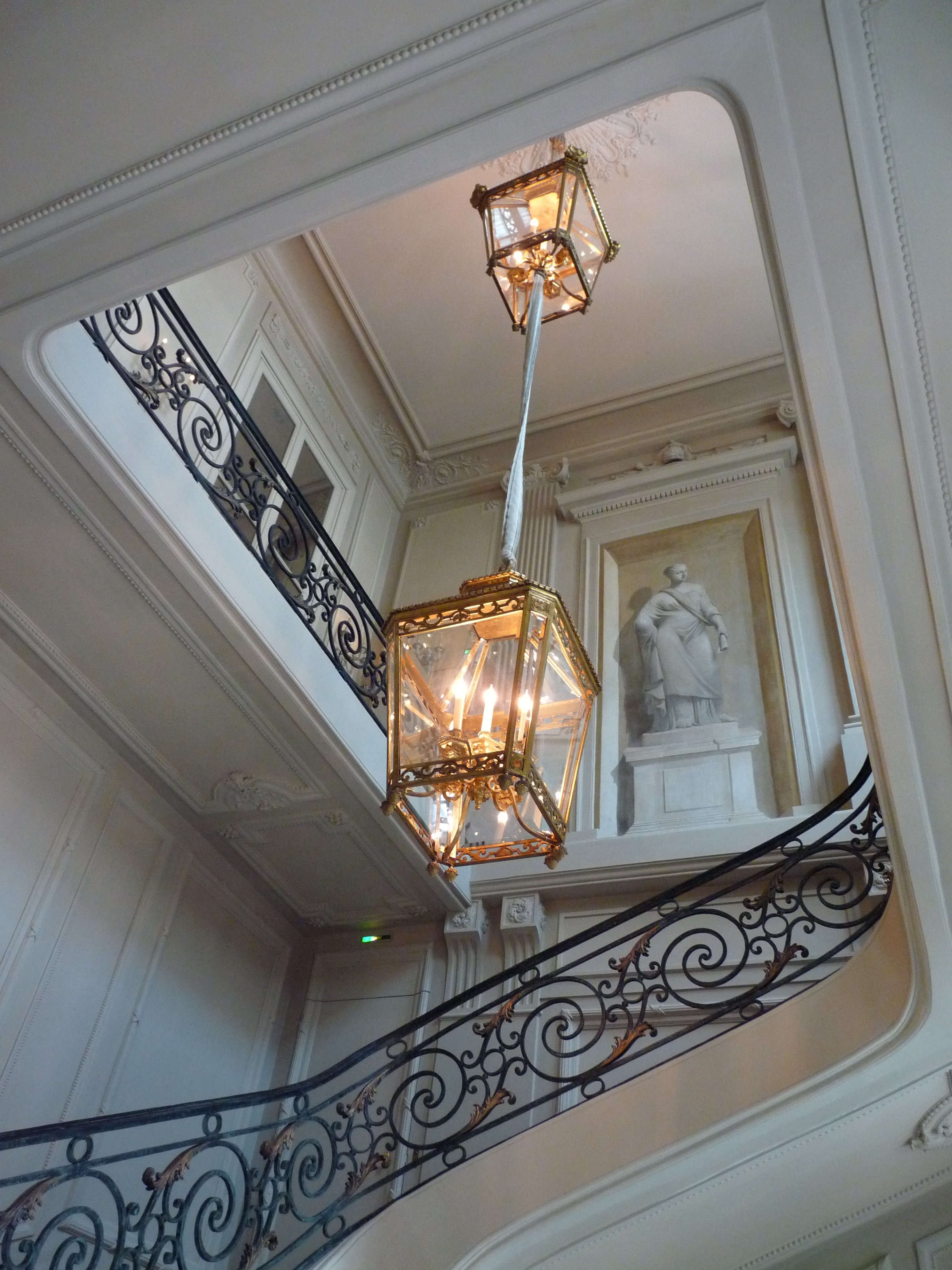
Hall de entrada.

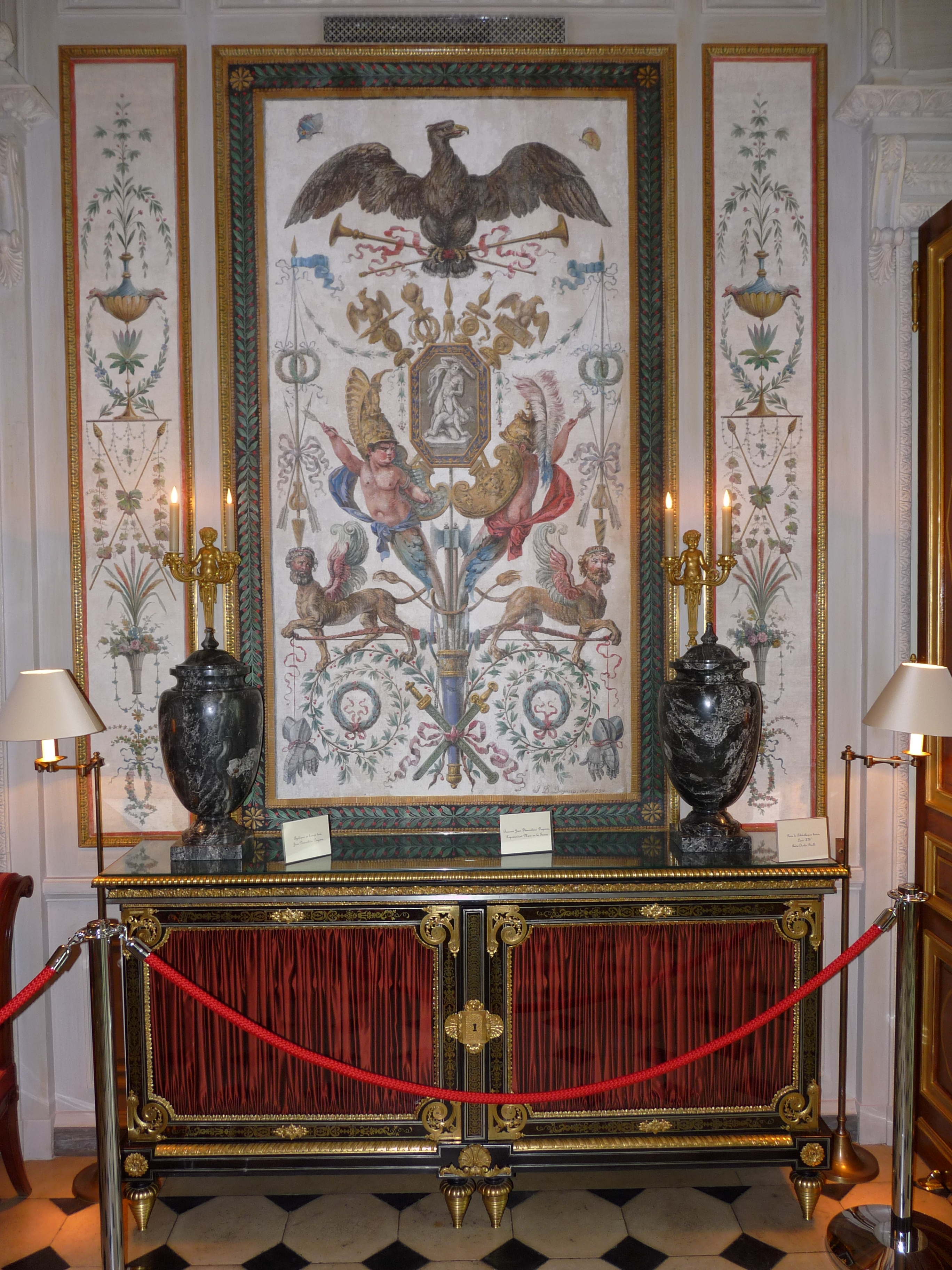
Antecámara.

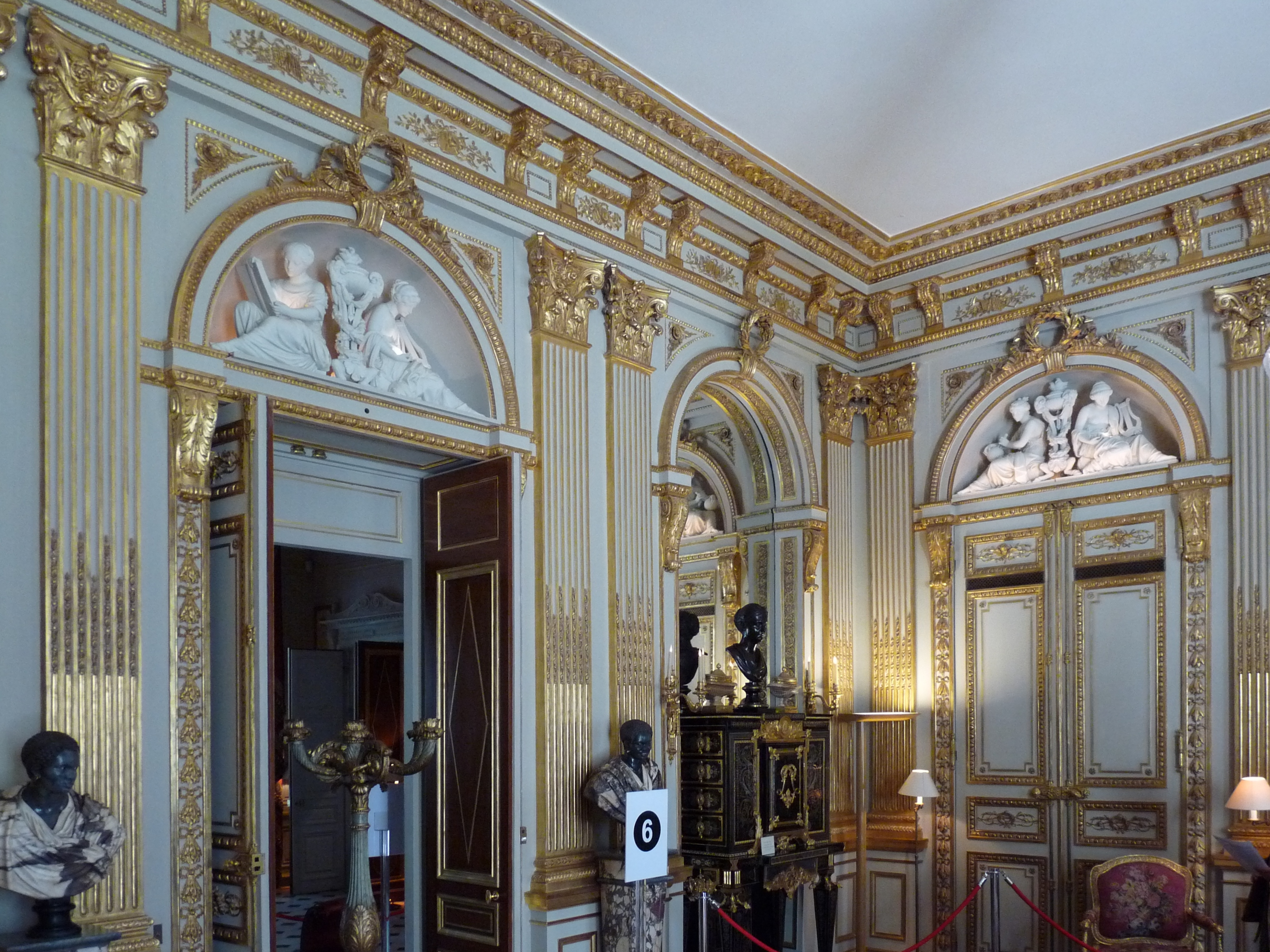
Gran salón.

## Historia
Louis-Marie Colignon, arquitecto del rey, adquirió en 1765 un terreno largo y estrecho que unía la rue du Faubourg-Saint-Honoré con la avenida de los Campos Elíseos, a la salida de la allée des Veuves, hoy avenida Montaigne. En marzo del mismo año, compró la pequeña casa contigua de los mineros Theillard, luego adquirió la propiedad vecina de los Crozats de Thorigné, sobre la que se construyó una cervecería y una casa. Después de demolerlo todo, en 1768 construyó un soberbio hotel de apartamentos que ocupaba todo el ancho del solar, inmediatamente alquilado de por vida a Pierre Maignart, marqués de La Vaupalière, que se trasladó allí el 1 de octubre de 1769 en virtud de un contrato de arrendamiento de por vida por la suma de 11 000 £ de alquiler anual.
El marqués de La Vaupalière, primer segundo teniente de los mosqueteros del rey, era un jugador empedernido, mientras que su esposa, Diane de Clermont d'Amboise, disfrutaba de la compañía de los filósofos, especialmente de Voltaire. En 1783 se leyó en su salón Las bodas de Fígaro de Beaumarchais. Daban fiestas maravillosas en su hotel. Así, en 1788, con motivo de una cena de bodas, la mesa se decoró con un paisaje en miniatura en el que fluía un río lleno de peces reales mientras se disparaba hacia el jardín un fuego artificial regulado por el pirotécnico Ruggieri, fragante a madreselva, sicómoro y jazmín.
Durante la Revolución Francesa, erróneamente considerado propiedad de emigrantes, fue embargado y los muebles subastados en el año III, mientras que el propio hotel fue alquilado por el fabricante de limonada Cathenois que instaló allí una guinguette. Los herederos de Colignon, los Frossart-Rozeville, tuvieron muchas dificultades para recuperarlo. Restaurados en sus derechos en 1799, a la expiración del contrato de arrendamiento de Cathenois, dejaron la copropiedad vendiendolo en 1802 al Conde Roederer, que transformó los galpones en viviendas de alquiler y amputó un terreno del parque donde construyó otro hotel, también alquilado.
Después de la muerte de Roederer en 1835, fue adquirido en 1838 por el conde Charles Le Hon, ministro belga en Francia. Con su esposa, de soltera Fanny Mosselman du Chenoy, amante titular del duque de Morny, ofreció allí famosos bailes y veladas populares.
El 1 de marzo de 1843 el Conde Le Hon lo vendió a Madame de La Briche que se mudó allí, dejando su hotel en la rue de la Ville-l'Évêque. Ella murió allí al año siguiente, el 24 de enero de 1844, y el hotel pasó a su única hija, Carolina, Condesa Molé por su matrimonio con el Conde Molé, Presidente del Consejo bajo la Monarquía de Julio, quien a su vez murió allí el 10 de abril de 1845. Después, pasó a su única hija sobreviviente, la condesa de La Ferté-Meun. Sin descendencia, alojó allí durante un tiempo a su sobrina, la duquesa de Ayén, y luego lo vendió el 10 de mayo de 1856 a Stephens Lyne-Stephens, miembro del parlamento del Reino Unido, cuya viuda se le dio el 26 de junio de 1875 a la baronesa Gérard, sobrina por matrimonio del pintor François Gérard. Fueron los Molés los que trajeron al arquitecto Louis Visconti, que flanqueó el pórtico con dos vestíbulos acristalados y probablemente quitó los pabellones ; es quizás de estas transformaciones que data también la alineación de las alas en el vant-corps central en el lado del jardín.
Permaneció en manos de la familia Gérard hasta 1947, pero a costa de muchas vicisitudes derivadas de sucesivas vergüenzas financieras. El barón Gérard revendió el edificio de la rue du Faubourg Saint-Honoré y las dependencias y creó una nueva entrada en la avenida Matignon. El ensanchamiento de esta vía en 1913 amputó parte del terreno. A la muerte del barón, sus dos hijas comparten la propiedad: una heredo el edificio y el otro lo que queda del jardín, gran parte del cual se vende para dar paso a la rue Rabelais y los edificios que la bordean.
En 1947, los jardines fueron catalogados como monumentos históricos y en 1948, varios elementos del edificio, fachadas y cubiertas, decoración interior de los dos salones de la planta baja y el salón del primer piso, gran escalera, fueron clasificados como monumento histórico. 
En 1947, fue vendido a una compañía de seguros que inmediatamente lo vendió a la Unión de Seguros de París, mientras que la Banque des Comores et de Madagascar adquirió el jardín en 1957 e hizo construir sobre el un edificio, ubicado en la avenida Matignon. El Banque des Comores et de Madagascar pertenece al grupo Soficam, un banco del Grupo Drouot, comprado en 1982 por Mutuelles Unies, que se convirtió en Axa en 1985. La compañía de seguros instaló allí su sede, mientras que el hotel fue alquilado y albergó la casa de moda Maggy Rouff, luego el periódico Le Figaro desde 1979.
En este domicilio se cometió un atentado con explosivos durante la noche del 16 al 17 de abril de 1976. Fue reclamado por la organización Front de liberation de la Bretagne - Breton Republican Army (FLB-ARB). El ataque parece haber tenido como objetivo los intereses de Armen Dabaghian, presidente y director gerente de Transocéan, una empresa con sede en Brest y cuya oficina central estaba en 25 avenue Matignon.

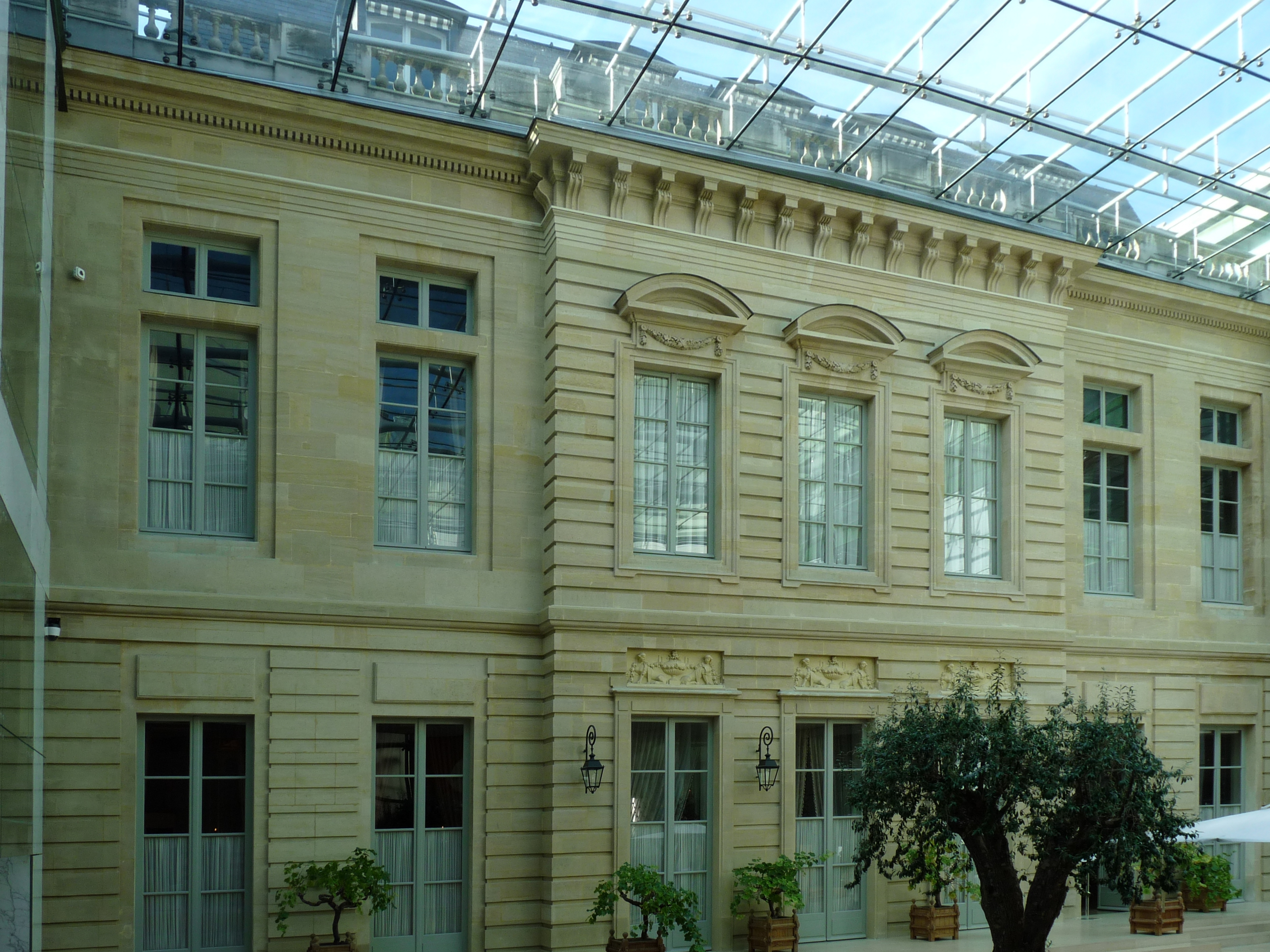
Vista del atrio.

En 1995, Claude Bébéar, presidente de AXA, decidió instalar la sede de la empresa aquí. Después de dos años de negociaciones, el grupo asegurador logró adquirirlo y reconstituir la propiedad permutándola por la antigua sede de la Compagnie du Midi, el Hôtel Hocquart, 78, rue de l'University y el edificio en el número 1 de la avenue Franklin -D.-Roosevelt.
El arquitecto Ricardo Bofill crea una estructura de metal y vidrio formando un gran atrio que permite unir el hotel con los edificios de oficinas que lo rodean, al tiempo que protege su fachada. La decoración interior fue restaurada y, en su mayor parte, recreada, a modo de pastiche, por el decorador François-Joseph Graf.